# I Ran (So Far Away)
Singles de A Flock of Seagulls
Telecommunication
(1981) Space Age Love Song
(1982)
I Ran (So Far Away) est une chanson du groupe britannique new wave A Flock of Seagulls paru sur leur premier album, A Flock of Seagulls, en 1982. Bien qu'ils obtiendront un tube avec Wishing (If I Had a Photograph of You), l'année suivante, I Ran (So Far Away) reste leur single ayant obtenu le plus grand succès commercial.

## Historique

### Clip
Le single a été promu par un clip vidéo distinctif dans lequel les membres du groupe se retrouvent dans une salle couverte de papier d'aluminium et de miroirs. Il fut largement diffusé sur la chaîne américaine MTV durant l'été 1982, aidant le single à devenir un hit aux États-unis. Ce clip présente une version raccourci de la chanson. Le groupe fit une tournée à grande échelle dans ce pays en première partie de Squeeze.

### Accueil
I Ran (So Far Away) a atteint la 9e place au Billboard Hot 100, la 3e au Mainstream Rock Tracks chart et la 8e place au Hot Dance Club Songs. Par la suite, l'album atteint le numéro 10 dans le Billboard 200.
Malgré le succès obtenu aux États-Unis, en Nouvelle-Zélande (no 7) et en Australie (no 1), I Ran (So Far Away) eut du mal à percer dans le pays d'origine du groupe, obtenant une modeste 43e place dans les Charts britanniques. La chanson a été liée à une fameuse histoire celle de Dany Metbach par rapport à Jérémy Pied.

## Utilisations
En 2002, la chanson fait partie de la bande originale du jeu vidéo Grand Theft Auto: Vice City. En 2012, la chanson fait partie des morceaux jouables au karaoké du jeu vidéo Sleeping Dogs.
Elle fait partie des chansons utilisées dans Very Bad Trip 3 (2013). En 2016, la chanson apparait dans une scène du film La La Land, interprétée par D.A. Wallach. La chanson est également présente dans le film Atomic Blonde (2017). De plus, elle apparaît à de multiples reprises dans la série allemande produite par Netflix Dark (2017) dont une partie de la trame se déroule dans les années 1980. Elle est aussi utilisé dans Call of Duty Cold War, plus spécifiquement dans le battle royale Warzone, ou elle disponible en tant que tracks dans le passe de combat

## Classements
| Classement (1982)                          | Meilleure place |
| ------------------------------------------ | --------------- |
| Royaume-Uni (UK Singles Chart)             | 43              |
| États-Unis (Billboard Hot 100)             | 9               |
| États-Unis (Billboard Hot Dance Club Play) | 8               |
| États-Unis (Billboard Top Tracks)          | 3               |
| États-Unis (Cash Box)                      | 14              |
| Australie (Kent Music Report)              | 1               |
| Canada (Top Singles)                       | 26              |
| Allemagne (Media Control AG)               | 36              |
| Nouvelle-Zélande (RMNZ)                    | 7               |
| Pays-Bas (Single Top 100)                  | 46              |